# The Ferryman
"The Ferryman", nogle gange også kendt som "The Strawberry Beds", er en irsk ballade, skrevet af Pete St. John, som foregår i nutidens Dublin, Irland.
Som mange andre af St. Johns sange handler "The Ferryman" om den økonomiske ændring i Dublin. Sangen er en monolog af en tidligere færgeskipper på floden Liffey, til hans kone, Molly, mens han overvejer konsekvenserne af sin arbejdsløshed.
På trods af det ubehagelig emne, ender sangen optimistisk med erklæringen "we're still living, and ... we're still young, and the river never owned me heart and soul" (omtrent "vi lever stadig, og ... vi er stadig unge, og floden havde aldrig mit hjerte og sjæl".

## Indspilninger
Sangen blev indspillet af Dublin City Ramblers i begyndelsen af 1980'erne til deres EP The Ferryman, og den nåede sjettepladsen på Irish charts i december 1982. Sangen er også blevet indspillet af The Dubliners, Four to the Bar, The Irish Rovers, Gaelic Storm, Patsy Watchorn og Patrick Clifford.